# Galeotto Marzio
Galeotto Marzio (Narni, 1427 – Csehország, 1497 körül) olasz humanista, Janus Pannonius ferrarai és padovai tanulótársa, legjobb barátja.

## Élete
Kora ifjúságától fogva a klasszikus ókor kulturájának, nyelvének és irodalmának tanulmányozásával foglalkozott. Miután rövid ideig katonáskodott is, 1447-ben Ferrarába ment, hol a híres Guarino Veronese tanítványa volt. Itt kötött barátságot Janus Pannoniussal, kitől megtanulta a görög nyelvet. Római zarándokútja után 1450-ben a padovai egyetemen a klasszikusokról tartott előadásokat, s maga is hallgatott orvosi tárgyakat. Padovában elvett egy velencei vagy lombardiai leányt, kitől János nevű fia és több leánya született.
1460-ban látogatott először Magyarországra szerencsét próbálni, s mivel számításaiban nem csalódott, több alkalommal is visszatért. 1461 márciusában családjával Magyarországon, Janus Pannonius oldalán találjuk, valószínűleg Budán. 1461 és 1486 közt gyakran tartózkodott Mátyás király udvarában.
Rövid idei padovai tartózkodás után, 1462 elején Spanyolországban, Franciaországban, majd Angliában tett hosszabb utazást.
1464-ben a Bolognai Egyetemen a latin nyelv tanára. Philelphus Ferenccel (Francesco Filelfo) folytatott heves polémiája után, az Olaszországban követségben járó Janus Pannonius Magyarországra hozta , hogy "a tudatlanokat oktassa, a szomorúakat felvidítsa és magát pénzzel megszedje" (1468). Itt Galeotto megismerkedett Mátyás királlyal is, ki tréfás ötletei miatt nagyon megszerette. Mátyást Podjebrád György ellen viselt háborújában Csehországba is követte.
1471-ben Budán elkészítette De homine libri duo című fiziológiai és orvosi munkáját. 1473–1477-ben Bolognában ismét humanisztikus előadásokat tartott.
1476 és 1478 között írta az utólag Mátyásnak ajánlott De incognitis vulgo című művét. Mivel azt az eretnektant állította fel, mely szerint az, ki a józan ész és a természet törvényei szerint él, részesül az örök üdvösségben, a velencei inkvizíció a Padova közelében levő montagnanai birtokán elfogatta és törvényszéke elé vitette. Vagyonát lefoglalták, feleségét is elzárták, őt magát Velence piacán pellengérre állították és az elégetett könyvében foglalt ördögi tanok nyilvános megtagadására kényszerítették. Ezután hat hónapi börtönre ítélték, kenyéren és vízen tartották. De IV. Sixtus pápa Lorenzo de’ Medici és Mátyás király közbenjárására Rómába idézte, hol az eretnekség vádja alól felmentették és birtokaiba is visszahelyezték.
1479-ben ismét Mátyás oldalán találjuk, de csakhamar visszatért Itáliába. 1482-ben Mátyástól Badenben leányai számára jegyajándékot kért és kapott.
1484 és 1487 között, valószínűleg olasz földön megírta De egregie, sapienter et iocose dictis ac factis Matthiae regis (Mátyás király jeles, bölcs és elmés mondásairól és tetteiről) című alkotását.
1489-ben egyik munkáját Lorenzo de’ Medicinek ajánlotta, egy másikat 1492-ben VIII. Károly francia királynak, kinek udvarán tartózkodott (De Exellentibus, mely nagyrészt egy másik De promiscua doctrina című minden tudományból egyveleget adó könyvének kivonata és átírása).

## Leszármazottai
Tőle származik a Németországban még a XX. század elején is virágzó Martius-család, melynek tagja volt Karl Martius, botanikus.

## Művei
- De homine libri duo (Az emberről) című orvosi – fiziognómiai alkotását Vitéz Jánosnak ajánlotta.
- Magyarországi élményeit, valamint Mátyás király jeles mondásait De egregie, sapienter et iocose dictis ac factis Mathiae regis (Mátyás király kiváló, bölcs, tréfás mondásairól és tetteiről, 1484 – 1487) című művében írta meg. Itáliában írta le élményeit 1485-ben, s ajánlását Corvin Jánosnak címezte. Munkájának jelentős része volt a Mátyás körüli legenda kialakulásában. …"csekély terjedelmű, de nagyon is szavahihető műve" anekdoták sorából áll, s Mátyás nagyszerűségét, erényeit részletezi és dicséri. Műfajának antik példája Valerius Maximus Factorum et dictorum memorabilium libri IX (Emlékezetes tettek és mondások kilenc könyve) című alkotása, melyhez gyakran nyúltak a reneszánsz mesterek. Humanista példája Antonio Beccadelli De dictis ac factis Alphonsi regis … (Alfonz király mondásairól és cselekedeteiről) című anekdotagyűjteménye. Először Tordai Zsigmond adta ki 1563-ban. Fordította Kazinczy Gábor[1] és Barna Ferd.
- De incognitis vulgo (A közönségesen ismeretlen dolgokról, 1477) című tanulmánya Averroes filozófiai tanainak hatását viseli magán, a velencei inkvizíció során ezért a munkájáért börtönbe vetették. Foglalkozott a Nap mozgásának sajátosságaival (heliodinamika) is, s ez irányú írásaival a Kopernikusz nevéhez kötődő heliocentrikus világkép előhírnöke volt.

Janus Pannonius Galeotto Marziohoz és Kigúnyolja Galeotto zarándoklását címmel írt költeményt.

## Magyarul
- Jellemvonások Mátyás király életéből; ford. Barna Nándor; fordítói, Pest, 1862
- Galeot Martinus könyve Mátyás király jeles, bölcs és elmés mondásai és tetteiről; ford. Kazinczy Gábor; Ráth, Pest, 1863
- Galeotto Marzio könyve Mátyás király találó, bölcs és tréfás mondásairól és cselekedeteiről; Lampel, Bp., 1901 (Magyar könyvtár)
- Jellemvonások Mátyás király életéből, 1-2.; ford. Barna Nándor; Pátria Ny., Bp., 1974
- Mátyás királynak kiváló, bölcs, tréfás mondásairól és tetteiről szóló könyv; ford., utószó, jegyz. Kardos Tibor; Magyar Helikon, Bp., 1977 (Bibliotheca historica)

## Szakirodalom
- Ábel Jenő: Adalékok a humanismus történetéhez Magyarországon (Bp., 1880) 
  - Ábel Jenő: Galeotto Marzio életrajza. Az Adalékok a humanizmus történetéhez Magyarországon Bp. 1880. 231–296. Online hozzáférés
- Bruckner Győző: G. M. művei mint művelődéstörténeti kútfő (Bp., 1901)
- Kardos Tibor: A magyarországi humanizmus kora (Bp., 1955)
- Békés Enikő: Asztrológia, orvoslás és fiziognómia Galeotto Marzio műveiben; Balassi, Bp., 2014 (Humanizmus és reformáció)